# Carlo Buti

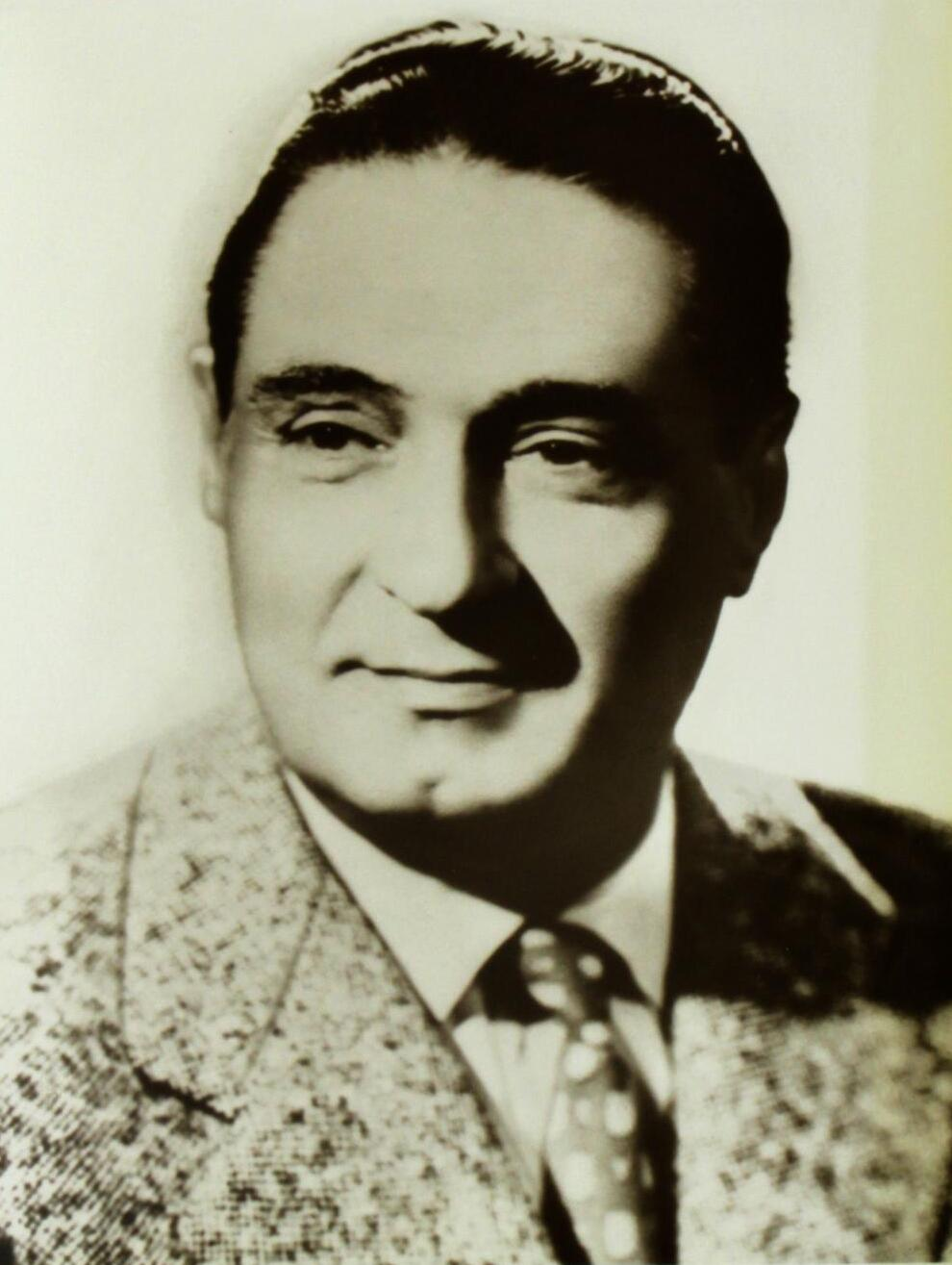
Carlo Buti

Carlo Giuseppe Eugenio Buti (* 14. November 1902 in Florenz; † 16. November 1963 in Montelupo Fiorentino) war ein italienischer Sänger.

## Biographie
Bereits in jungen Jahren war Carlo Buti berühmt für seine Art der Interpretation. Nachdem er klassische Musik bei Raoul Frazzi, der später auch Gino Bechi unterrichtete, studiert hatte, begann er bei der EIAR (der späteren RAI) zu singen.
Er debütierte mit napoletanischen Liedern, hatte aber erst mit den romantischen Liedern Portami tante rose (Bixio- Galdieri) und Violino tzigano (Bixio) größeren Erfolg.
1930 erhielt er einen Vertrag bei Edison-Bell, 1934 wechselte er zur Plattenfirma Columbia.
Im Unterschied zu vielen Sängern jener Epoche pflegte Buti einen Stil, der mehr den traditionellen Liedern nahekam als der klassischen Musik der Opernarien. Dieser besondere Stil trug besonders zu seinem Erfolg bei. Er beendete seine Karriere 1956 und hatte während dieser Zeit mehr als 1.500 Lieder aufgenommen.